# (858) El Djezair
(858) El Djezair es un asteroide que forma parte del cinturón de asteroides y fue descubierto por Frédéric Sy desde el observatorio de Argel-Bouzaréah, Argelia, el 26 de mayo de 1916.

## Designación y nombre
El Djezair se designó al principio como 1916 a.
Más adelante, recibió el nombre árabe de la ciudad argelina de Argel.

## Características orbitales
El Djezair orbita a una distancia media de 2,811 ua del Sol, pudiendo acercarse hasta 2,525 ua. Su excentricidad es 0,1015 y la inclinación orbital 8,874°. Emplea 1721 días en completar una órbita alrededor del Sol.